# 竹部
竹部（）は、漢字を部首により分類したグループの一つ。
康熙字典214部首では118番目に置かれる（6画の最初、未集の最初）。

## 概要
「竹」字はイネ科の多年生常緑草本植物である竹を意味し、その葉が垂れる様子に象る。引伸して竹製管楽器（八音の一つ）・竹簡を意味する。
偏旁の意符としては竹や竹製品に関することを示す。このとき「竹」は上の冠の位置に置かれる。
1口に竹といっても、その品種は多い。
また竹は身近な材料として用途が広く、農具・漁具・容器・食器・文具・計算器具・武器・楽器など多岐に渡る。
このため竹を構成要素とする漢字数は多い。
また異体字も多く、部分を変えた異体字（筍と笋、籐と籘など）、一部分を省略した字（篠と筱など）、表外字の拡張新字体（箏と筝、籤と籖、籠と篭（この字に関しては2010年に常用漢字入りした際には「籠」の字体が採用された）など）、他の部首の異体字（嵌（山部）と篏、蓑（艸部）と簑・簔など）などが存在する。 
竹部はこのような意符を構成要素に持つ漢字を収める。

## 部首の通称
- 日本：たけ・たけかんむり
- 中国：竹字頭
- 韓国：대죽부 (dae juk bu、たけの竹部)
- 英米：Radical bamboo

## 部首字

金文
小篆

竹
- 中古音
  - 広韻 - 張六切、屋韻、入声
  - 詩韻 - 屋韻、入声
  - 三十六字母 - 知母
- 現代音
  - 普通話 - ピンイン：zhú 注音：ㄓㄨˊ ウェード式：chu2
  - 広東語 - Jyutping:zuk1 イェール式:juk1
- 日本語 - 音：チク（漢音・呉音） 訓：たけ
- 朝鮮語 - 音：죽(juk) 訓：대（dae、たけ）

- 金文
- 小篆

## 例字
| 画数 | 例字                                                     |
| ---- | -------------------------------------------------------- |
| 0    | 竹・⺮                                                   |
| 2    | 竺                                                       |
| 3    | 竿・笂                                                   |
| 4    | 笈・笏・笑・笊・笔・笆                                   |
| 5    | 笠・笹・笥・第・笛・符・笙・笞・笨・笶                   |
| 6    | 筓（笄）・筋・策・筑・等・答・筒・筈・筏・筆・筍         |
| 7    | 筵                                                       |
| 8    | 筺（筐6）・筧・筮・箇・管・箔・箕・箝・箋・箒・箏（箏6） |
| 9    | 箙・箭・箱・箸・範・篇・箴・篆・節（節）                 |
| 10   | 篠・築・篤・篦（箆8）                                    |
| 11   | 簒・簀・簇・簋                                           |
| 12   | 簡・簪・簠                                               |
| 13   | 簫・簞（箪12）・簸・簿（簿）・簾                         |
| 14   | 籍・籌・籃                                               |
| 16   | 籠（篭）                                                 |
| 17   | 籤（籖15）・籥                                           |
| 19   | 籬                                                       |